# Monte Murch
Il Monte Murch (in lingua inglese: Mount Murch) è una montagna antartica, alta 1.100 m e situata 9 km a sud del Monte Suydam delle Anderson Hills, nel settore centrale del Patuxent Range nei Monti Pensacola, in Antartide. 
La dorsale è stata mappata dall'United States Geological Survey (USGS) sulla base di rilevazioni e foto aeree scattate dalla U.S. Navy nel periodo 1956-66.
La denominazione è stata assegnata dall'Advisory Committee on Antarctic Names (US-ACAN), in onore di Paul L. Murch, cuoco presso la Stazione Palmer durante l'inverno 1966.